# مار دریایی خلیج فارس
 مار دریایی خلیج فارس(نام علمی: Hydrophis lapemoides) نام یک گونه از تیره کفچه‌ماران است.